# Różowa pleśń jabłek

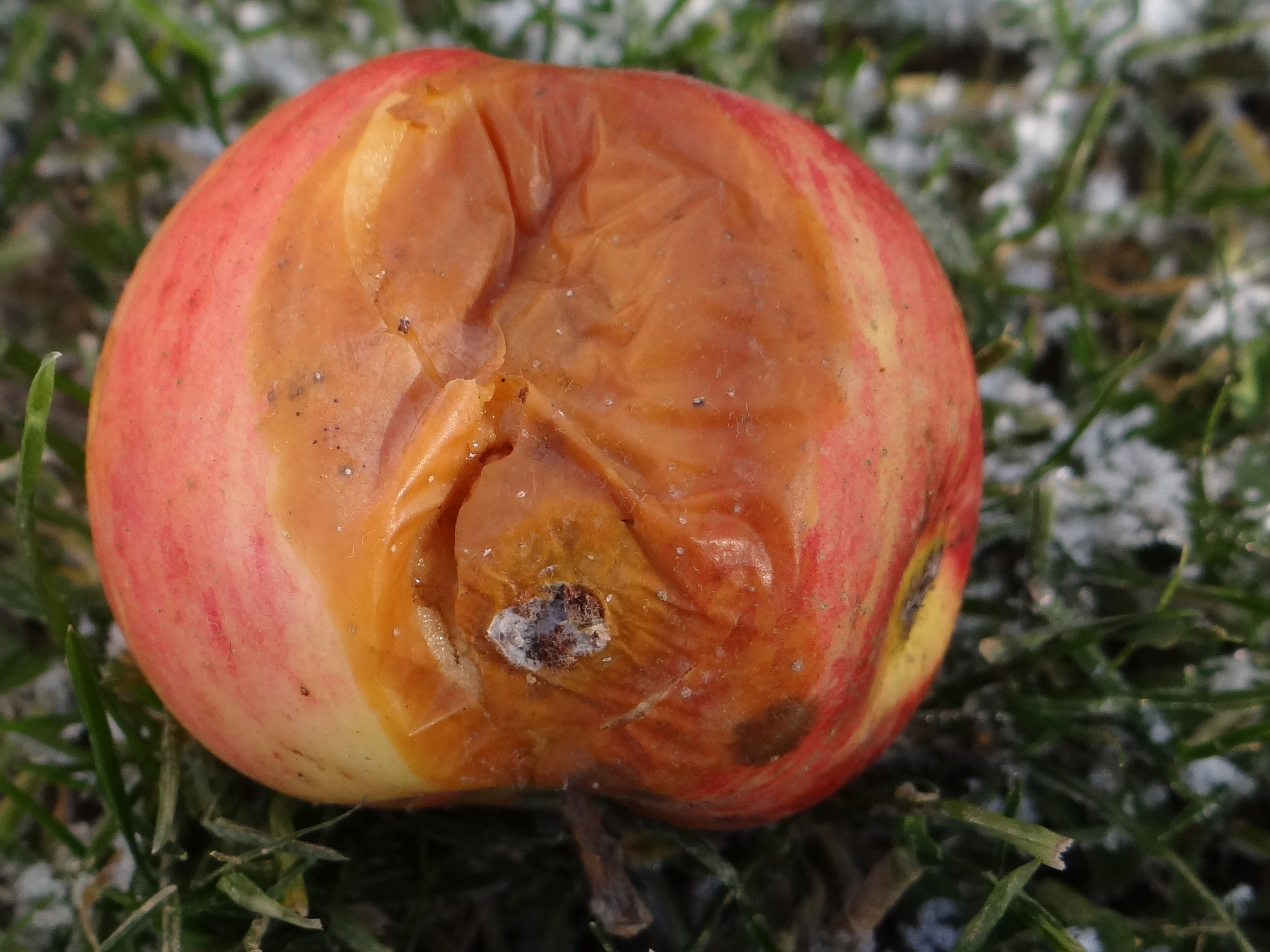

Różowa pleśń jabłek (ang. pink mold rot of apples) – choroba jabłek wywołana przez Trichothecium roseum.

## Występowanie i szkodliwość
Choroba dość często występuje na jabłkach przechowywanych w nieodpowiedniej, zbyt wysokiej temperaturze. W temperaturze poniżej 10 °C jej rozwój ulega przyhamowaniu, natomiast po przeniesieniu do cieplejszego pomieszczenia gwałtownie przyspiesza. Choroba nie występuje w nowoczesnych przechowalniach jabłek, w których utrzymywane są niskie temperatury.

## Objawy chorobowe
Objawy chorobowe pojawiają się dopiero w okresie przechowywania zebranych jabłek. Początkowo jest to mała, brunatna plamka na skórce. Stopniowo powiększa się, a miąższ pod nią ulega zgniliźnie. W końcu zgnilizna obejmuje cały owoc. Na plamie lub na całym zgniłym owocu pojawia się nalot. Początkowo jest biały i bardzo delikatny, później, gdy grzybnia wytworzy zarodniki, staje się różowy.

## Epidemiologia
Trichothecium roseum to gatunek często występujący w glebie i na resztkach obumarłych roślin. Jego bezpłciowe zarodniki (konidia) rozprzestrzeniają się wraz z wiatrem i kroplami deszczu, ale mogą też być przenoszone przez owady. Zakażają jabłka głównie przed zbiorami, w okresie ich dojrzewania. Wnikają do ich wnętrza głównie przez uszkodzenia skórki – na przykład nakłucia owadów, czy spękania skórki spowodowane przez parcha jabłoni. Rzadziej zdarza się, że wnikają także przez przetchlinki będące naturalnymi otworkami w skórce.
Choroba rzadko przenosi się z jednego owocu na drugi, chyba że jabłka po zbiorach przez jakiś czas przebywają w nie dość niskiej temperaturze.